# Lothar Wolff
Lothar Wolff (Bydgoszcz, 13 de maio de 1909 - Nova Iorque, 2 de outubro de 1988) foi um produtor de cinema teuto-americano.
Ele deixou a Alemanha depois que Hitler chegou ao poder, trabalhou em Copenhagen e Paris. Em 1936, emigrou-se para os Estados Unidos. Trabalhou em filmes como The Roman Spring of Mrs. Stone, Lost Boundaries, Walk East on Beacon e O Testamento do Dr. Mabuse.